# 유럽 고속도로 578호선
유럽 고속도로 578호선(European Route E578)은 루마니아의 사라체루에서 키키슈까지 이르는 B-클래스급 고속도로로, 총 연장은 288 km이다.

## 경로
- 루마니아
  - 사라체루(영어판, 루마니아어판)
  - E58 : 키키슈(영어판, 루마니아어판)